# Ottó Abt
Ottó Abt, madžarski feldmaršal, * 21. oktober 1889, † 10. september 1946.
Leta 1946 so ga Sovjeti obsodili na smrt kot vojnega zločinca in ga usmrtili. Leta 1991 so ga rehabilitirali.